# Samdaemok
Le Samdaemok  (hangeul : 삼대목 ; hanja : 三代目 ; litt. « Collection des Trois Royaume ») est un recueil de poésies coréennes de la fin du IXe siècle, aujourd'hui perdu, et comportant plusieurs centaines de poèmes rédigés en coréen vernaculaire. Compilé à l'ère Silla unifié, son existence et une partie de son contenu nous est connue par le Samguk sagi.